# Mayridia miranda
Mayridia miranda är en stekelart som beskrevs av Hayat 2003. Mayridia miranda ingår i släktet Mayridia och familjen sköldlussteklar. Inga underarter finns listade i Catalogue of Life.